# Simning vid olympiska sommarspelen 1980

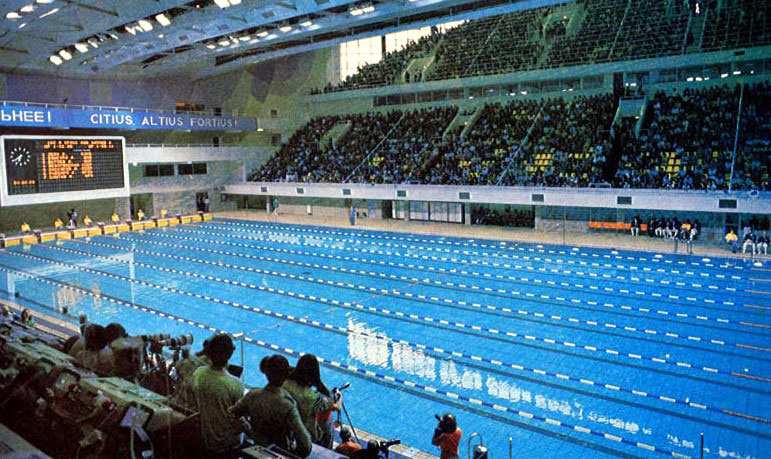
Simbassängen vid Olimpiysky Sports Complex under spelen.

Simningen vid olympiska sommarspelen 1980 i Moskva bestod av 26 grenar, 13 för män och 13 för kvinnor, och hölls mellan den 20 och 27 juli 1980 i Simbassängen vid Olimpiysky Sports Complex. Antalet deltagare var 333 tävlande från 41 länder.

## Medaljfördelning
| Pl. | Nation         | Guld | Silver | Brons | Totalt |
| --- | -------------- | ---- | ------ | ----- | ------ |
| 1   | Östtyskland    | 12   | 10     | 8     | 30     |
| 2   | Sovjetunionen  | 8    | 9      | 5     | 22     |
| 3   | Sverige        | 2    | 2      | 1     | 5      |
| 4   | Australien     | 2    | 0      | 5     | 7      |
| 5   | Storbritannien | 1    | 3      | 1     | 5      |
| 6   | Ungern         | 1    | 2      | 1     | 4      |
| 7   | Brasilien      | 0    | 0      | 1     | 1      |
| 7   | Danmark        | 0    | 0      | 1     | 1      |
| 7   | Nederländerna  | 0    | 0      | 1     | 1      |
| 7   | Polen          | 0    | 0      | 1     | 1      |
| 7   | Spanien        | 0    | 0      | 1     | 1      |

## Medaljörer

### Damer
| Gren                         | Guld                                                                    | Silver                                                                     | Brons                                                                                |
| 100 m frisim Detaljer...     | Barbara Krause Östtyskland                                              | Caren Metschuck Östtyskland                                                | Ines Diers Östtyskland                                                               |
| 200 m frisim Detaljer...     | Barbara Krause Östtyskland                                              | Ines Diers Östtyskland                                                     | Carmela Schmidt Östtyskland                                                          |
| 400 m frisim Detaljer...     | Ines Diers Östtyskland                                                  | Petra Schneider Östtyskland                                                | Carmela Schmidt Östtyskland                                                          |
| 800 m frisim Detaljer...     | Michelle Ford Australien                                                | Ines Diers Östtyskland                                                     | Heike Dähne Östtyskland                                                              |
| 100 m ryggsim Detaljer...    | Rica Reinisch Östtyskland                                               | Ina Kleber Östtyskland                                                     | Petra Riedel Östtyskland                                                             |
| 200 m ryggsim Detaljer...    | Rica Reinisch Östtyskland                                               | Cornelia Polit Östtyskland                                                 | Birgit Treiber Östtyskland                                                           |
| 100 m bröstsim Detaljer...   | Ute Geweniger Östtyskland                                               | Elvira Vasilkova Sovjetunionen                                             | Susanne Nielsson Danmark                                                             |
| 200 m bröstsim Detaljer...   | Lina Kačiušytė Sovjetunionen                                            | Svetlana Varganova Sovjetunionen                                           | Julija Bogdanova Sovjetunionen                                                       |
| 100 m fjäril Detaljer...     | Caren Metschuck Östtyskland                                             | Andrea Pollack Östtyskland                                                 | Christiane Knacke Östtyskland                                                        |
| 200 m fjäril Detaljer...     | Ines Geißler Östtyskland                                                | Sybille Schönrock Östtyskland                                              | Michelle Ford Australien                                                             |
| 400 m medley Detaljer...     | Petra Schneider Östtyskland                                             | Sharron Davies Storbritannien                                              | Agnieszka Czopek Polen                                                               |
| 4 x 100 m frisim Detaljer... | Östtyskland Barbara Krause Caren Metschuck Ines Diers Sarina Hülsenbeck | Sverige Carina Ljungdahl Tina Gustafsson Agneta Mårtensson Agneta Eriksson | Nederländerna Conny van Bentum Wilma van Velsen Reggie de Jong Annelies Maas         |
| 4 x 100 m medley Detaljer... | Östtyskland Rica Reinisch Ute Geweniger Andrea Pollack Caren Metschuck  | Storbritannien Helen Jameson Margaret Kelly Ann Osgerby June Croft         | Sovjetunionen Olena Kruglova Elvira Vasilkova Alla Grisjtjenkova Natalja Strunnikova |

### Herrar
| Gren                         | Guld                                                                          | Silver                                                                            | Brons                                                               |
| 100 m frisim Detaljer...     | Jörg Woithe Östtyskland                                                       | Per Holmertz Sverige                                                              | Per Johansson Sverige                                               |
| 200 m frisim Detaljer...     | Sergej Kopljakov Sovjetunionen                                                | Andrej Krylov Sovjetunionen                                                       | Graeme Brewer Australien                                            |
| 400 m frisim Detaljer...     | Vladimir Salnikov Sovjetunionen                                               | Andrej Krylov Sovjetunionen                                                       | Ivar Stukolkin Sovjetunionen                                        |
| 1500 m frisim Detaljer...    | Vladimir Salnikov Sovjetunionen                                               | Aleksandr Tjajev Sovjetunionen                                                    | Max Metzker Australien                                              |
| 100 m ryggsim Detaljer...    | Bengt Baron Sverige                                                           | Viktor Kuznetsov Sovjetunionen                                                    | Vladimir Dolgov Sovjetunionen                                       |
| 200 m ryggsim Detaljer...    | Sándor Wladár Ungern                                                          | Zoltán Verrasztó Ungern                                                           | Mark Kerry Australien                                               |
| 100 m bröstsim Detaljer...   | Duncan Goodhew Storbritannien                                                 | Arsens Miskarovs Sovjetunionen                                                    | Peter Evans Australien                                              |
| 200 m bröstsim Detaljer...   | Robertas Žulpa Sovjetunionen                                                  | Albán Vermes Ungern                                                               | Arsens Miskarovs Sovjetunionen                                      |
| 100 m fjäril Detaljer...     | Pär Arvidsson Sverige                                                         | Roger Pyttel Östtyskland                                                          | David López-Zubero Spanien                                          |
| 200 m fjäril Detaljer...     | Serhej Fesenko Sovjetunionen                                                  | Philip Hubble Storbritannien                                                      | Roger Pyttel Östtyskland                                            |
| 400 m medley Detaljer...     | Aleksandr Sidorenko Sovjetunionen                                             | Serhej Fesenko Sovjetunionen                                                      | Zoltán Verrasztó Ungern                                             |
| 4 x 200 m frisim Detaljer... | Sovjetunionen Sergej Kopljakov Vladimir Salnikov Ivar Stukolkin Andrej Krylov | Östtyskland Frank Pfülze Jörg Woithe Detlev Grabs Rainer Strohbach                | Brasilien Jorge Fernandes Marcus Mattioli Cyro Marques Djan Madruga |
| 4 x 100 m medley Detaljer... | Australien Mark Kerry Peter Evans Mark Tonelli Neil Brooks                    | Sovjetunionen Viktor Kuznetsov Arsens Miskarovs Jevgenij Seredin Sergej Kopljakov | Storbritannien Gary Abraham Duncan Goodhew David Lowe Martin Smith  |